# Фармаковский, Иван Георгиевич
Иван Георгиевич Фармаковский (род. 1 февраля 1973, Москва) — российский джазовый пианист, композитор, аранжировщик, преподаватель.

## Биография
Родился в семье пианиста и актрисы. В 5 лет был отдан на учёбу в музыкальную школу ДК «Москворечье» — в то время чуть ли не единственное в стране учреждение, где джазовая музыка, наравне с классической, была основой учебной программы. В 1988 поступил на эстрадно-джазовое отделение ГМУ им. Гнесиных (класс профессора И. М. Бриля), а после окончания колледжа — в 1992 году — в РАМ им. Гнесиных. Участвовал во втором международном джазовом конкурсе молодых исполнителей в Ростове-на-Дону (1994 г.), где получил первую премию, а также вместе со своим ансамблем (А. Николаев, А. Ревнюк и Д. Севастьянов), исполняя музыку в основном собственного сочинения, стал лауреатом известного международного джазового конкурса в Бельгии «Europe Jazz Contest» в 1997 году.
Признание и известность приходят к Ивану Фармаковскому после концерта с Бенни Голсоном в зале Дома Союза Композиторов в 1998 году. После концерта Игорь Бутман приглашает пианиста стать участником его квартета, а позже и Биг-Бэнда. С тех пор Иван Фармаковский — востребованный в московской джазовой среде музыкант и завсегдатай ежегодных фестивалей, таких как «Триумф Джаза», «Усадьба Jazz», «Джаз в саду Эрмитаж», «Джаз у Старой Крепости» и др.
И. Фармаковский выступал на одной сцене с такими известнейшими джазменами, как Бенни Голсон, Куртис Фуллер, Уинтон Марсалис, Ренди Брейкер и многими другими.
В 2009 году Иван Фармаковский выпустил в качестве бэнд-лидера и композитора дебютный альбом, записанный в одной из самых известных студий Нью-Йорка, «Sear Sound», в составе интернационального квинтета: Игорь Бутман (саксофон), Райан Кайзор (труба), Угонна Окегво (контрабас), Джин Джексон (барабаны). Презентация альбома состоялась 21 апреля 2009 года в ММДМ.

«Пианист Иван Фармаковский подходит к творческому процессу написания музыки с долей абстракции, что напоминает мне творческий метод Василия Кандинского. Фармаковский вырисовывает свои композиции в геометрические узоры и насыщенные образы, которые сливаются в поток звуков. Это делает его альбом „Next To The Shadow“ сродни кинофильму, в котором кадры единичных нот сменяются строем вибрирующего звукового шквала». Сьюзан Франсес, JazzTimes

В 2010 году у Фармаковского вышел второй студийный альбом «The Way Home» на лейбле Butman Music.
18 сентября 2014 года после премьеры музыкального спектакля «Пола Негри» на музыканта было совершено нападение после которого пострадавший с открытой черепно-мозговой травмой, множественными переломами черепа и отёком головного мозга был доставлен в больницу.